# Benkendorf (Altmark)
Benkendorf is een plaats en voormalige gemeente in de Duitse deelstaat Saksen-Anhalt, en maakt deel uit van de Landkreis Altmarkkreis Salzwedel.
Benkendorf telde eind 2023 90 inwoners. Het ligt 10 kilometer ten zuidoosten van de stad Salzwedel.
Benkendorf vormt samen met het één kilometer ten zuiden ervan gelegen Büssen (68 inw. ultimo 2023) een Ortschaft van de gemeente Salzwedel.

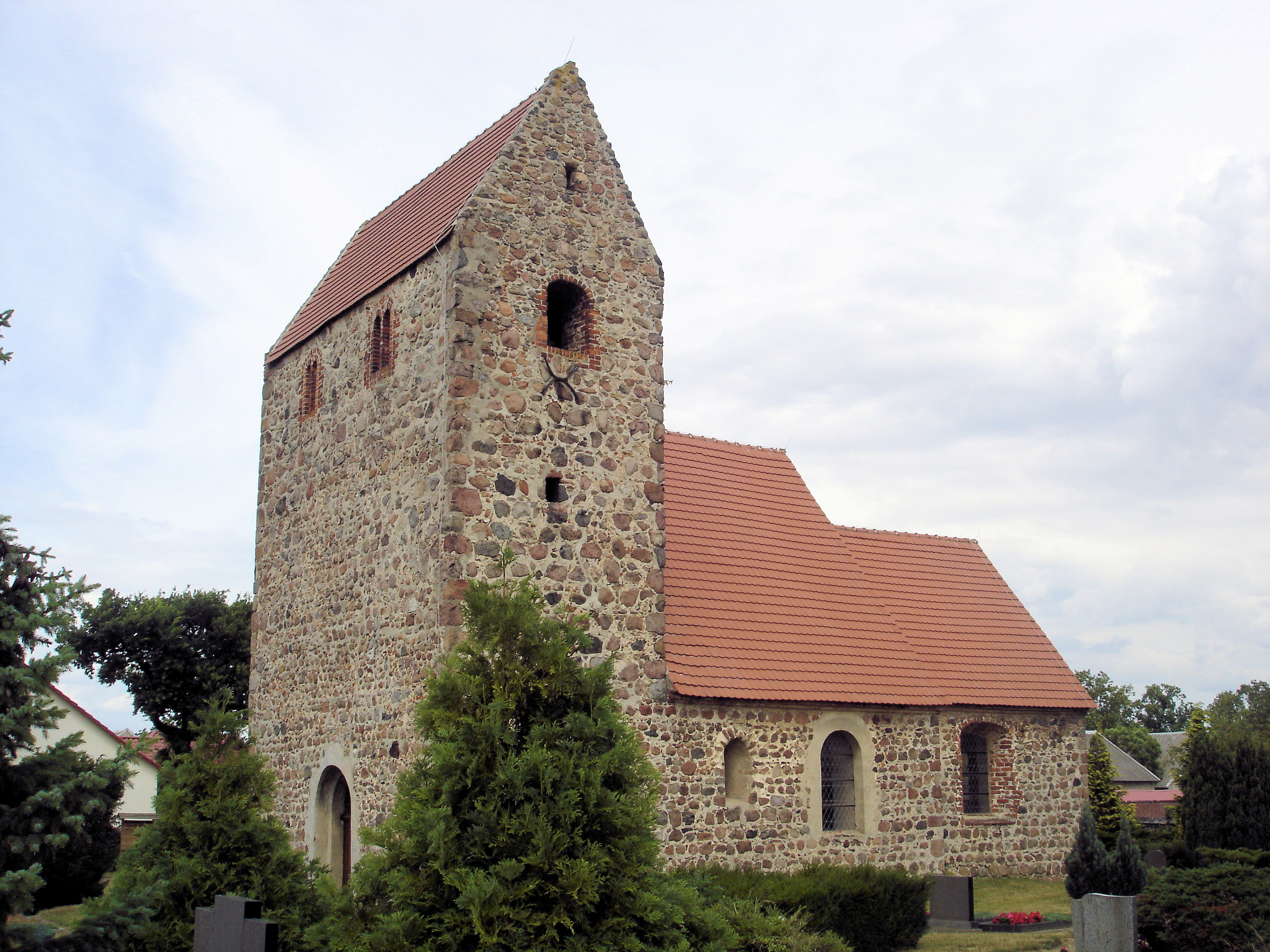
Dorpskerk van Benkendorf

In Benkendorf staat een evangelisch-lutherse dorpskerk, die in de 13e eeuw gebouwd werd.